# Hoa hậu Thế giới Ả Rập
Miss Arab World (tiếng Ả Rập: إنتخاب ملكة جمال العرب) Là cuộc thi tại các quốc gia trong Liên đoàn Ả Rập. ngoài ra các quốc gia có cộng đồng hồi giáo và có đa số người là người Ả Rập hoặc gốc Ả Rập cũng có thể tham dự.
Cuộc thi nhằm chọn ra cô gái Ả Rập đại diện tốt nhất cho đất nước của mình dựa trên những phong tục tập quán truyền thống của Ả Rập

## Danh sách Hoa hậu
| Năm  | Quốc gia          | Hoa hậu Thế giới Ả Rập | Ghi chú           |
| ---- | ----------------- | ---------------------- | ----------------- |
| 2006 | Iraq              | Klodia Hana            | [ 3 ] [ 4 ]       |
| 2007 | Bahrain           | Wafaa Yacoub           | [ 5 ] [ 6 ]       |
| 2008 | Không có cuộc thi | Không có cuộc thi      | Không có cuộc thi |
| 2009 | Ả Rập Xê Út       | Mawadda Nour           | [ 7 ]             |
| 2010 | Tunisia           | Reem Al-Tunisi         | [ 8 ]             |
| 2011 | Không có cuộc thi | Không có cuộc thi      | Không có cuộc thi |
| 2012 | Syria             | Nadine Fahad           | [ 9 ]             |
| 2013 | Ai Cập            | Mariam Morgan          | [ 10 ]            |
| 2014 | Morocco           | Chorouk Chelouati      | [ 11 ]            |
| 2015 | Tunisia           | Yasmine Dakoumi        | [ 12 ] [ 13 ]     |
| 2016 | Morocco           | Nesrin Nobeir          | [ 14 ]            |
| 2017 | Tunisia           | Suhair El Ghadab       | [ 15 ]            |
| 2018 | Morocco           | Sherine Hosn           | [ 16 ]            |
| 2019 | Algeria           | Samara Yahia           | [ 17 ]            |
| 2020 | Morocco           | Elham Elmakhfy         | [ 18 ]            |
| 2021 | Iraq              | Mariana Al Obaidi      | [ 19 ]            |

## Số lần đăng quang
| Quốc gia    | Số lần | Năm                    |
| ----------- | ------ | ---------------------- |
| Morocco     | 4      | 2014, 2016, 2018, 2020 |
| Tunisia     | 3      | 2010, 2015, 2017       |
| Iraq        | 2      | 2006, 2021             |
| Syria       | 1      | 2012                   |
| Ai Cập      | 1      | 2013                   |
| Bahrain     | 1      | 2007                   |
| Ả Rập Xê Út | 1      | 2009                   |

## Danh sách Á hậu
| Năm  | Á hậu                         | Á hậu                      | Á hậu                        | Á hậu                       |
| Năm  | Á hậu 1                       | Á hậu 2                    | Á hậu 3                      | Á hậu 4                     |
| ---- | ----------------------------- | -------------------------- | ---------------------------- | --------------------------- |
| 2006 | Dina Shalby · ( Ai Cập)       | Jomana Al E'eid · ( Syria) | Không trao giải              | Không trao giải             |
| 2007 | Shaimaa Mansour · ( Ai Cập)   | Abeer Laios · ( Liban)     | Khadija Merabet · ( Tunisia) | Rima Al Bosiri · ( Libya)   |
| 2009 | Jessy Zaher · ( Ai Cập)       | Rana Al Wardi · ( Syria)   | Injy Tawos · ( Ai Cập)       | Aliaa Alkelani · ( Syria)   |
| 2010 | Rawan mousli · ( Ả Rập Xê Út) | Lara Al Abdlat · ( Jordan) | Fatma mohamed · ( Sudan)     | Zohour Elwardi · ( Bahrain) |